# Lars Møller (Musiker)

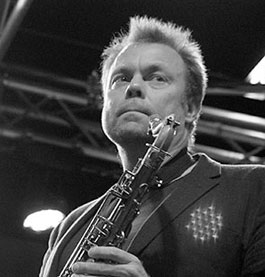
Lars Møller

Lars Møller (* 1966 in Kopenhagen) ist ein dänischer Jazzmusiker (Tenorsaxophon, Komposition) und Dirigent.

## Leben und Wirken
Møller studierte bei Dave Liebman und von 1987 bis 1989 an der New School. Seine Liebe zur klassischen indischen Musik führte ihn zwischen 1989 und 1993 diverse Male für längere Zeit nach Neu-Delhi. Zwischen 1996 und 1998 nahm er an verschiedenen Workshops von Bob Brookmeyer teil. Als Bandleader nahm er ab dem Ende der 1980er Jahre mit Musikern wie Jimmy Cobb, Niels-Henning Ørsted Pedersen, Thomas Clausen (Copenhagen Groove, 1989), Geri Allen, Buster Williams, Billy Hart (Jaspar Concerts 2003) oder John Abercrombie auf. Weiterhin spielte er mit Musikern wie Hermeto Pascoal, Jon Balke, Bobo Stenson, Martial Solal, Maria Schneider, Tom Harrell, Katrine Madsen, dem Sound of Choice Ensemble und im Bereich der Klassik zwischen 2005 und 2009 dem Danish Saxophone Quartet. Seit langen Jahren ist er der musikalische Leiter der Bigband The Orchestra in Kopenhagen, mit der er mehrere Alben eingespielt hat. Sowohl als Solist wie als Dirigent hat er mit der DR Big Band gearbeitet. Auch schrieb er für andere europäische Radio-Bigbands, das Bundesjazzorchester oder die Cologne Big Band. 2008 gründete er ein neues Quartett mit dem Gitarristen Thor Madsen sowie Robert Landfermann und Jonas Burgwinkel; in seinen Kompositionen für diese Combo verbindet er indische Vierteltöne mit der amerikanischen und europäischen Jazztradition (Phobia, 2010). 2012 folgte er Jens Klüver als Leiter des Aarhus Jazz Orchestra, mit dem er mehrere Alben einspielte.

## Preise und Auszeichnungen
1998 erhielt er einen Ehrenpreis der Danish Jazz, Beat and Folk Composers Society. Im Jahr 2000 wurde er mit dem JASA Award geehrt. Für die beste Bigband-Kompositionen wurde er auf dem International Jazz Composers’ Symposium 2008 ausgezeichnet.

## Diskographische Hinweise
- Episodes (mit The Orchestra, 2011)
- Kaleidoscope  (Danish Music Award 2000 für die beste Jazz-CD)
- Cross Current (1995; nominiert für den Danish Music Award)
- Pyramid (1993; nominiert für den Danish Music Award)